# Axel Jungk
Axel Jungk (n. 5 martie 1991, Zschopau, Saxonia, Germania) este un sportiv ce a reprezentat Germania, medaliat olimpic. A participat la 2 ediții ale Jocurilor Olimpice (2018, 2022) în care a câștigat o medalie de argint.